# Слонім Ісаак Якович
Ісаак Якович Слонім (13 червня 1900, Орел — 20 липня 1955, Москва) — хірург, онколог, доктор медичних наук (з 1952 року), професор (з 1952 року), головний онколог Міністерства охорони здоров'я УРСР.

## Біографія
Народився 13 червня 1900 року в місті Орлі. У 1925 році закінчив Київський медичний інститут. У 1925—1930 роках ординатор і асистент хірургічної клініки Київського інституту удосконалення лікарів. У 1930—1934 роках головний лікар і завідувач хірургічним відділенням лікарні в місті Кадіївці; в 1934—1941 роках асистент, завідувач онкологічним відділенням Київського рентгено-радіологічного інституту.
У 1941—1945 роках начальник хірургічного відділення Київського окружного воєнного госпіталю, старший інспектор евакогоспіталів Сталінградського і 4-го Українського фронтів.
У 1945—1952 роках завідувач кафедрою онкології Київського інституту удосконалення лікарів, в 1952—1955 роках професор кафедри факультетської хірургії Київського медичного інституту.

Могила Ісака Слоніма

Помер 20 липня 1955 у Москві. Похований в Києві на Лук'янівському цвинтарі (ділянка № 30, ряд 1, місце 21). На могилі — трьохгранний пам'ятник з сірого граніту з медичною емблемою.

## Наукова робота
Автор першої в СРСР монографії з проблем мастопатії (Мастопатія. Київ, 1955; Техніка радикальних операцій з приводу раку. Київ, 1956). Досліджував механізми її розвитку, в тому числі порушення циклічності виділення статевих гормонів; встановив роль гіпофіза, яєчників та жовтого тіла в патогенезі захворювання; запропонував класифікацію, розробив дифференційну діагностику хвороби. Описав техніку радикальних операцій особи і шлунково-кишкового тракту при злоякісних пухлинах.